# Вулиця Вінстона Черчилля (Київ)
Ву́лиця Ві́нстона Че́рчилля  — вулиця в Дніпровському районі м. Києва, місцевість Соцмісто. Простягається від вулиці Академіка Баха до тупика.
Прилучаються провулок Будівельників, вулиці Будівельників, Сергія Набоки, бульвар Івана Котляревського, вулиці Дмитра Багалія, Олександра Лазаревського, Юрія Поправки, Гната Хоткевича, проспект Леоніда Каденюка, вулиці Якова Гніздовського, Катерини Гандзюк та Академіка Кухаря.

## Історія
Виникла в середині XX століття під назвою 648-ма Нова вулиця. 1953 року отримала назву Червоноткацька вулиця, від розташованого поблизу Дарницького шовкового комбінату.
Сучасна назва на честь прем'єр-міністра Великої Британії Вінстона Черчилля — з травня 2023 року.

## Пам'ятки
Будинки № 33/10, 37/9, 39/2 (знесено), 41 (знесено) і 41-а (знесено) є пам'ятками архітектури.

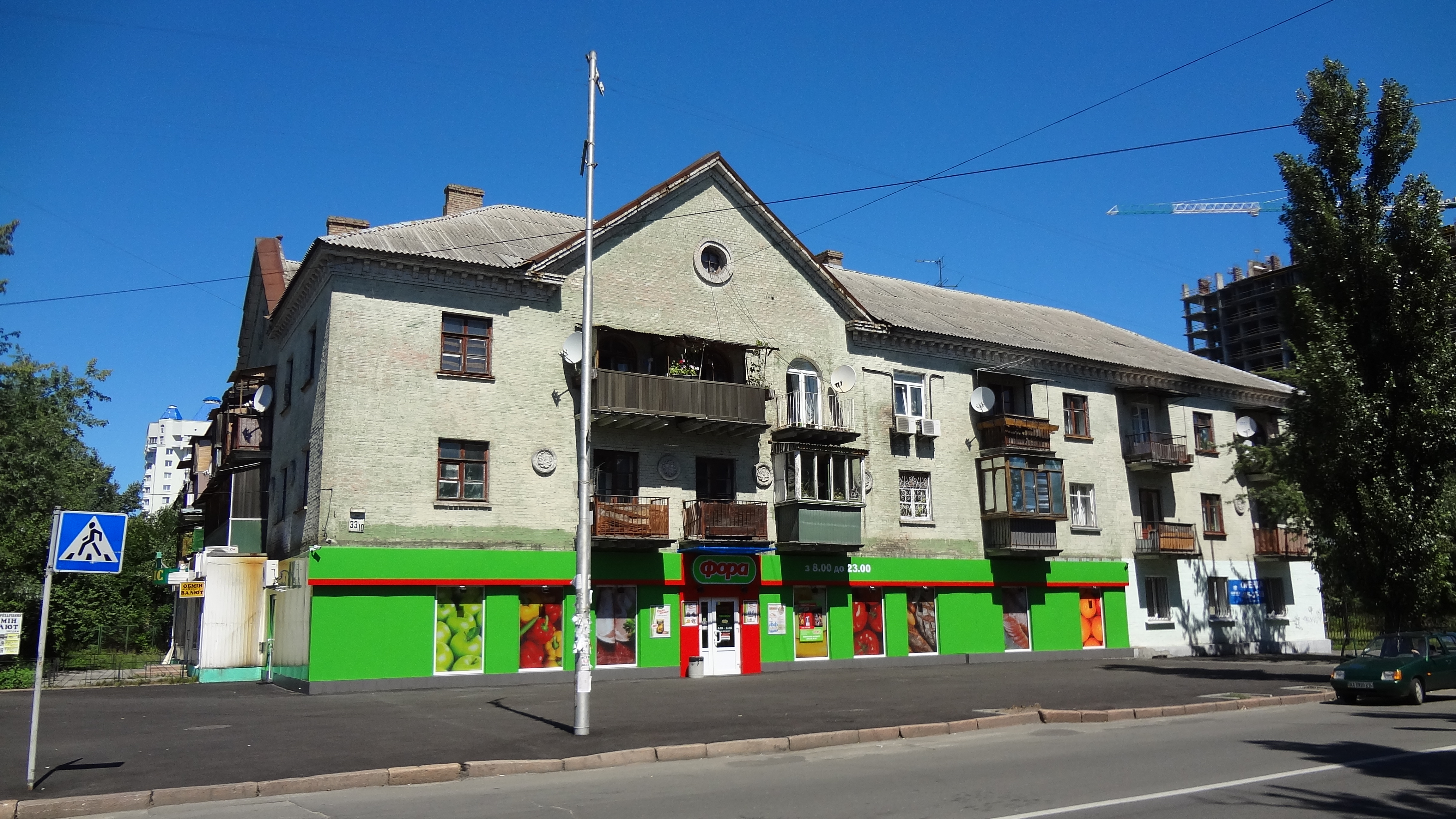
Будинок № 33/10
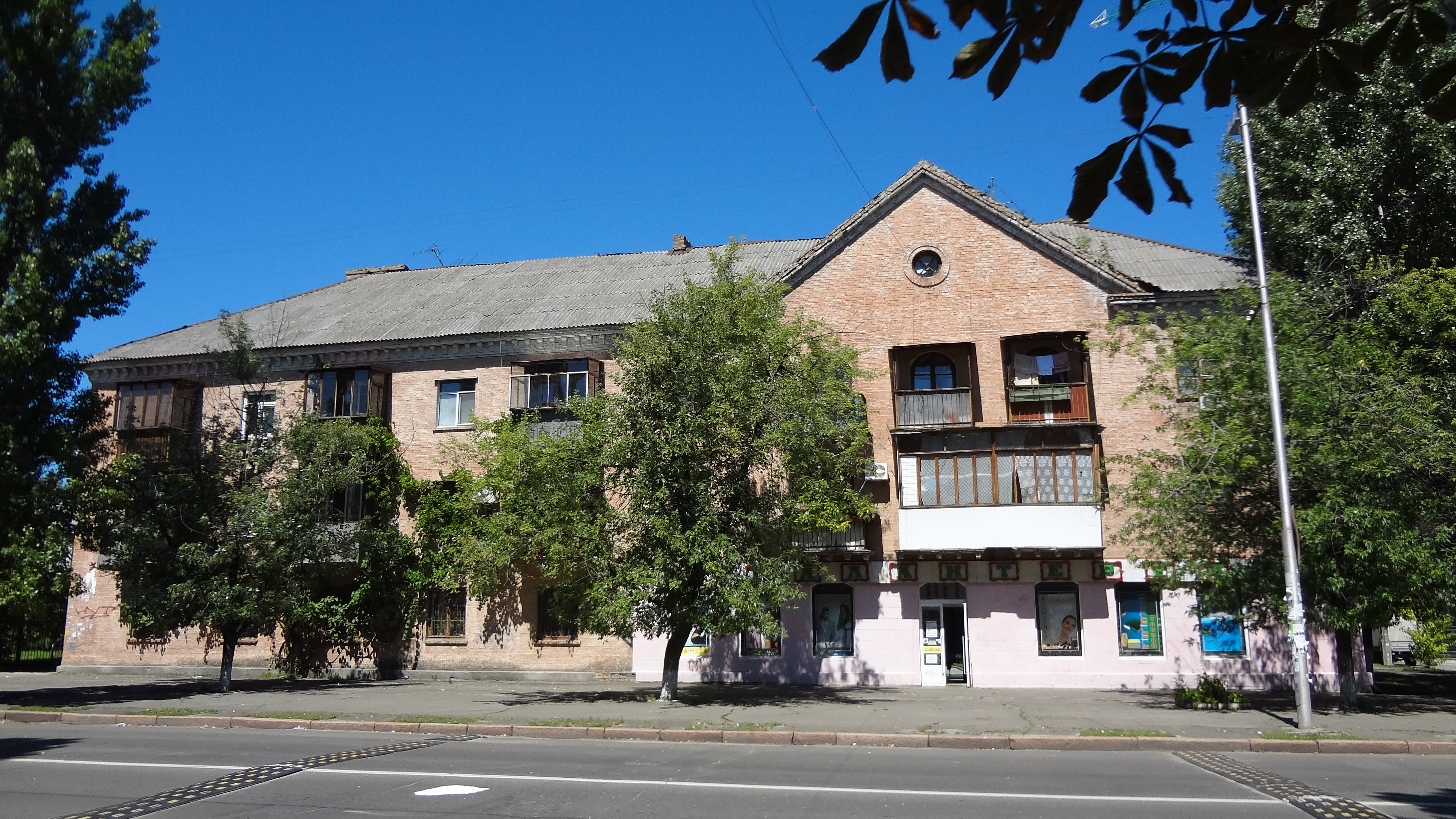
Будинок № 37/9

## Установи та заклади
- № 1-а — Електродепо «Дарниця» Київського метрополітену
- № 12 — Середня загальноосвітня школа № 99
- № 60 — Дослідне виробництво Інституту органічної хімії НАН України

## Зображення

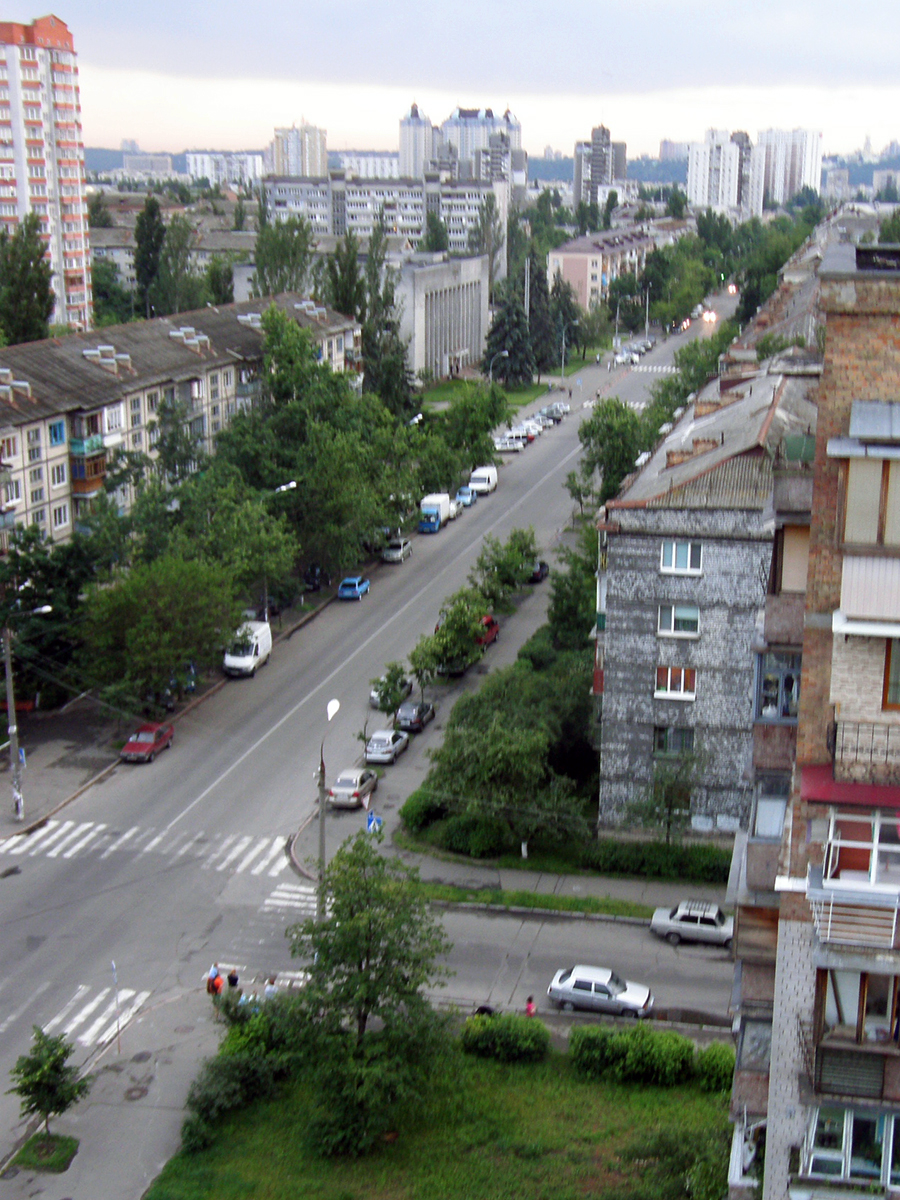
вулиця Черчилля від вулиці Багалія до початку
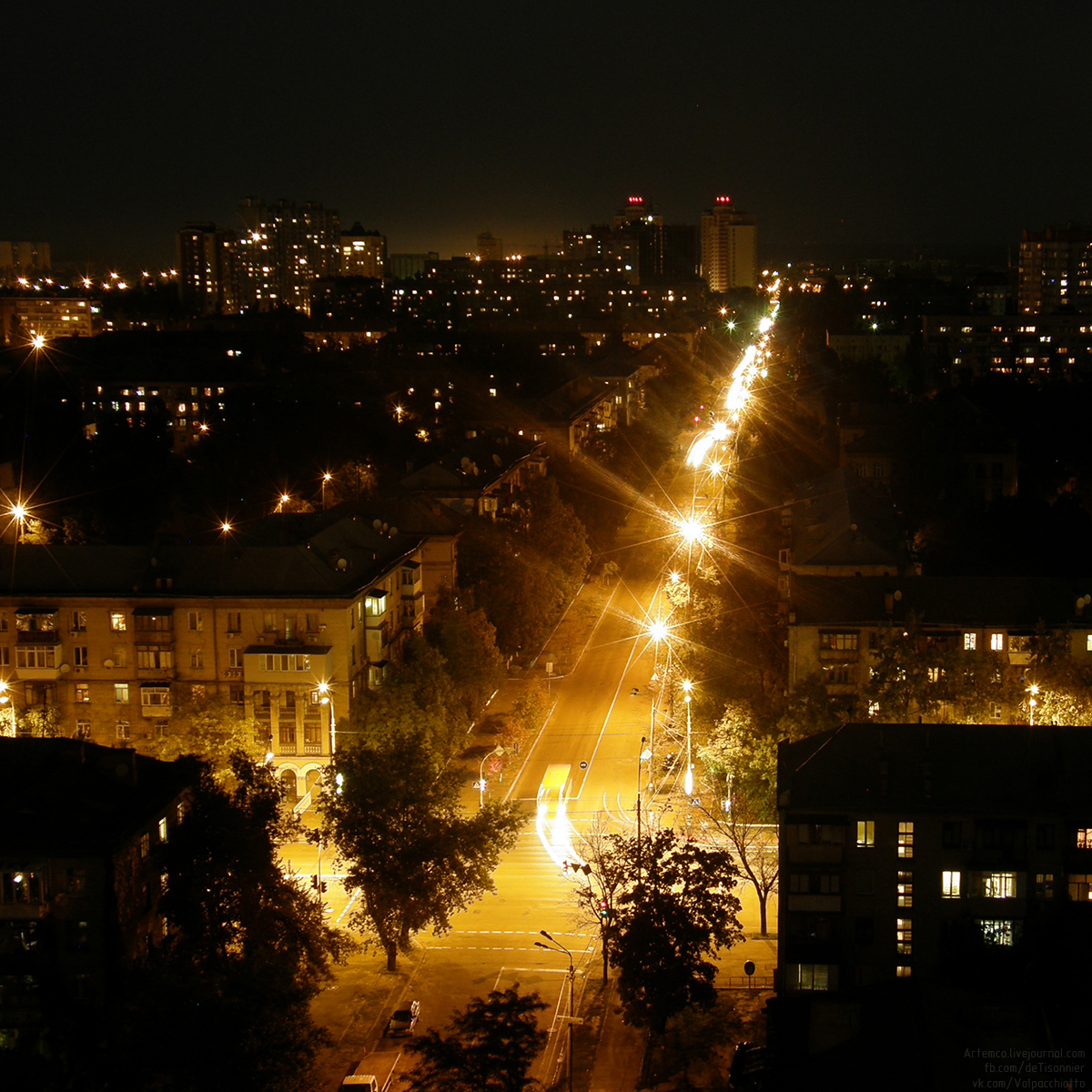
Вулиця вночі
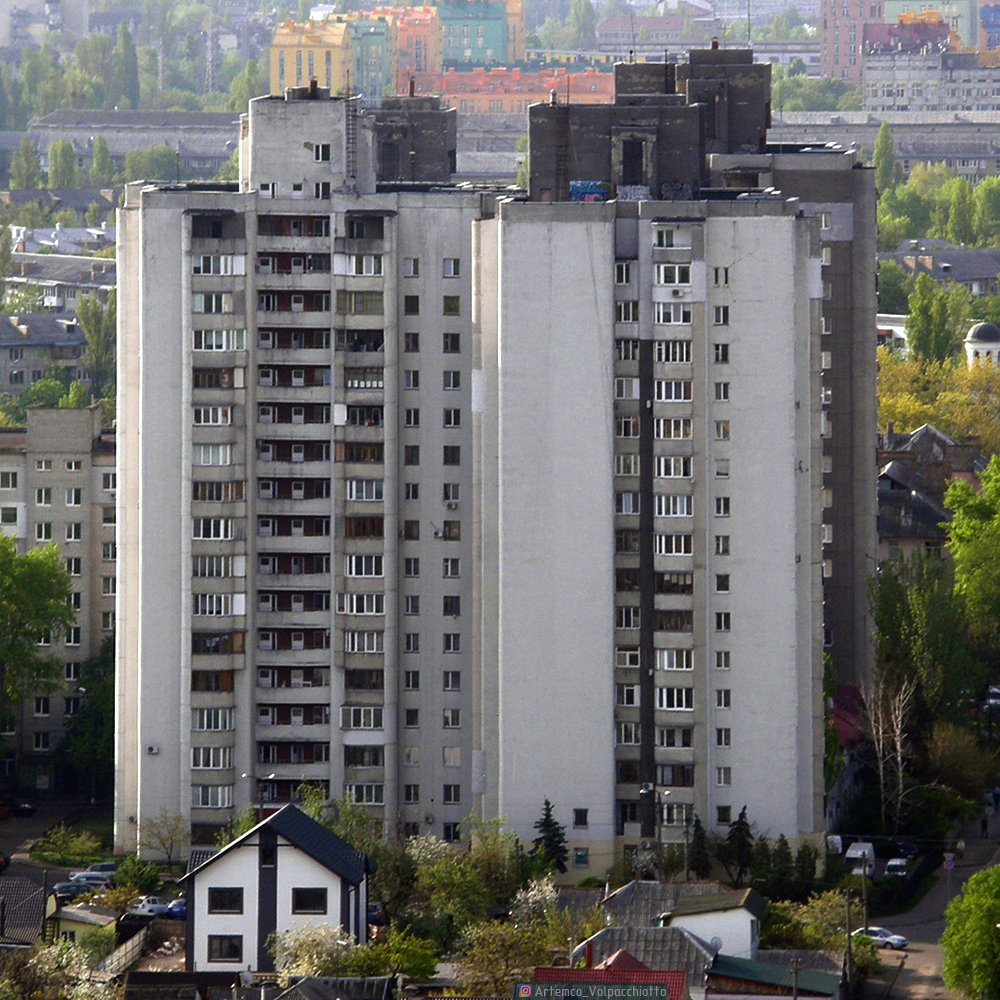
ділянка № 6 — висотні будинки вул. Тороповського, 37А і 37
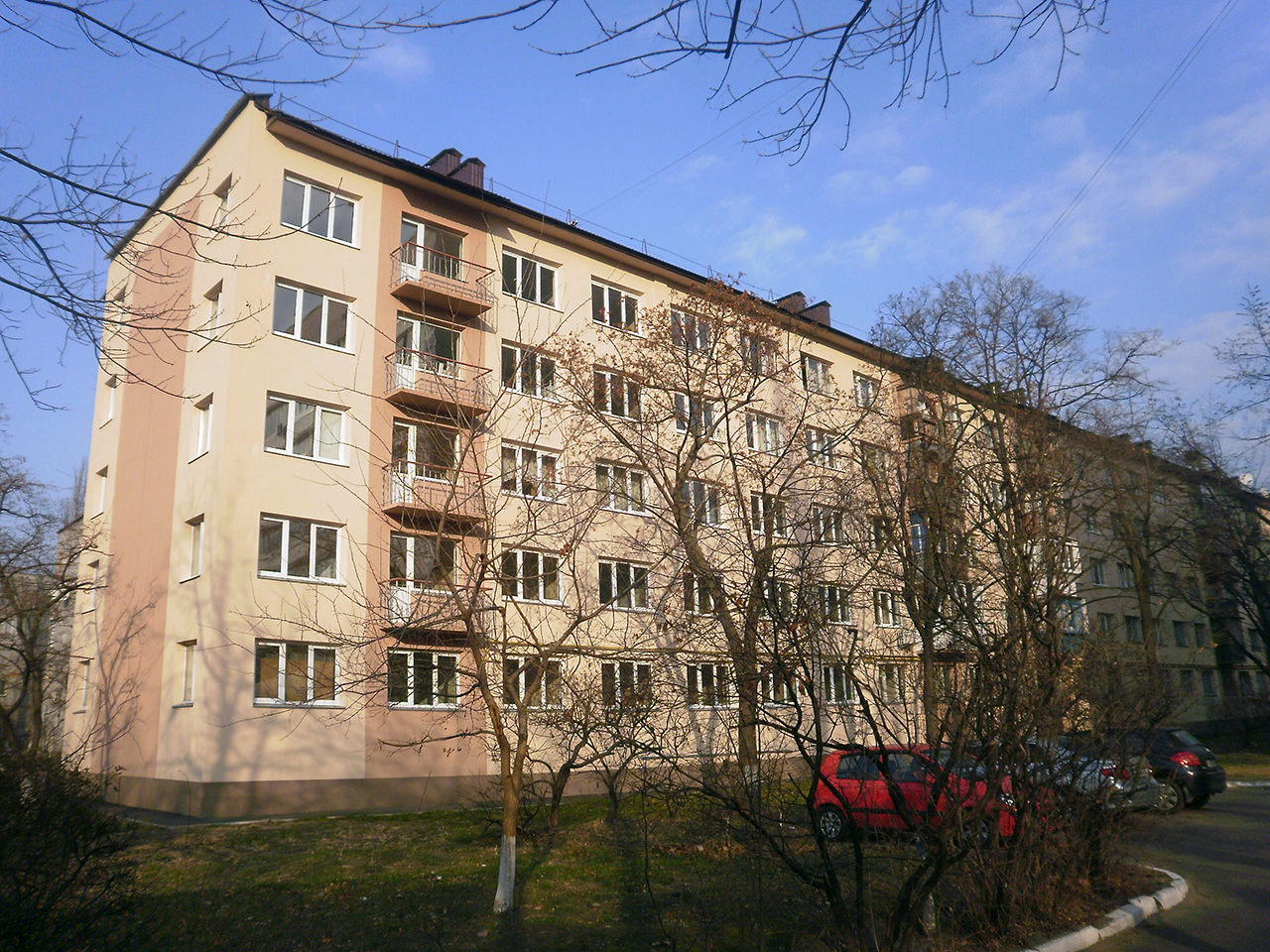
№ 16 – будинок серії 1-480, пошкоджений вибухом газу у 2005, реконструйований і заселений у 2011
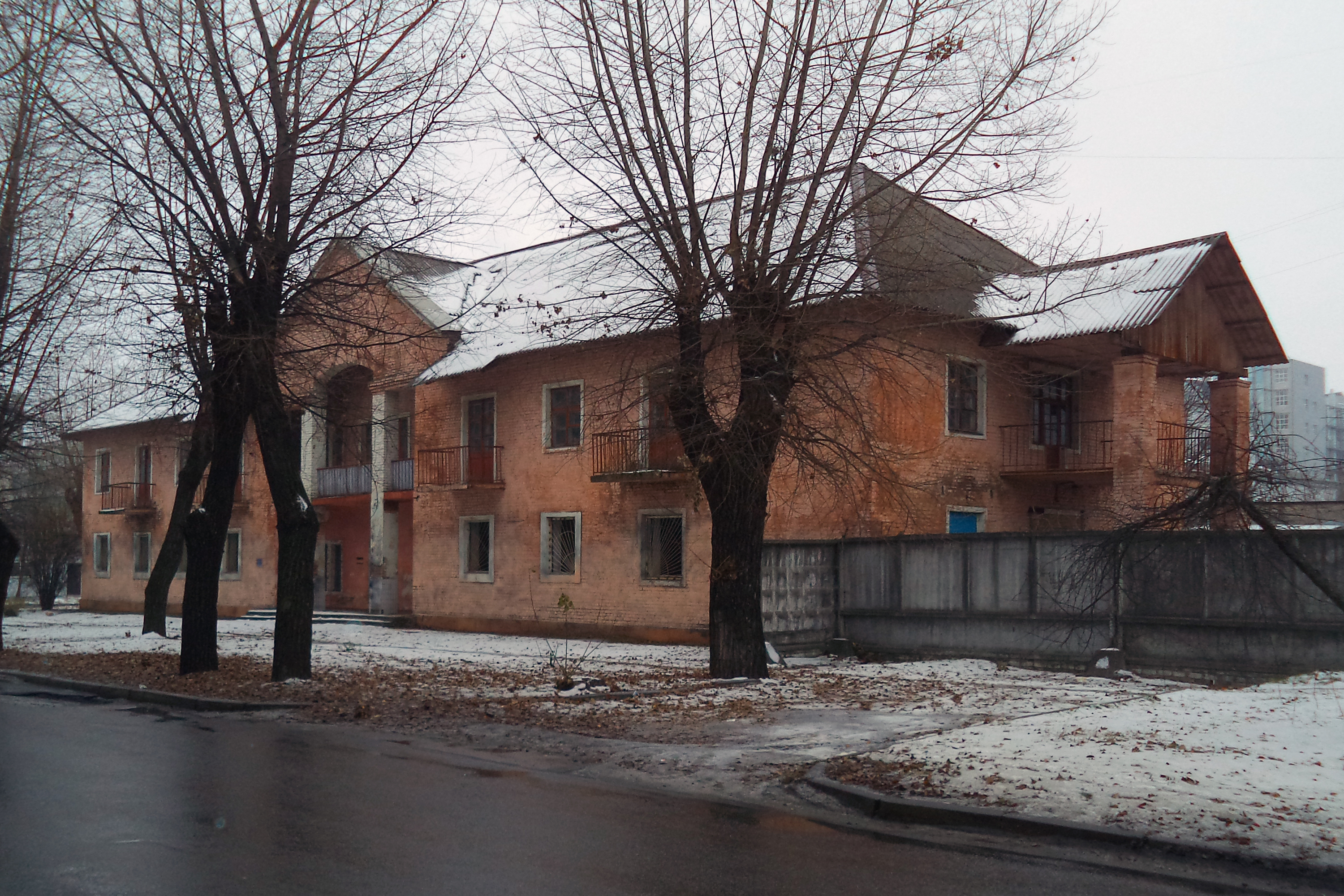
№ 56 – будинок серії 1-228-7
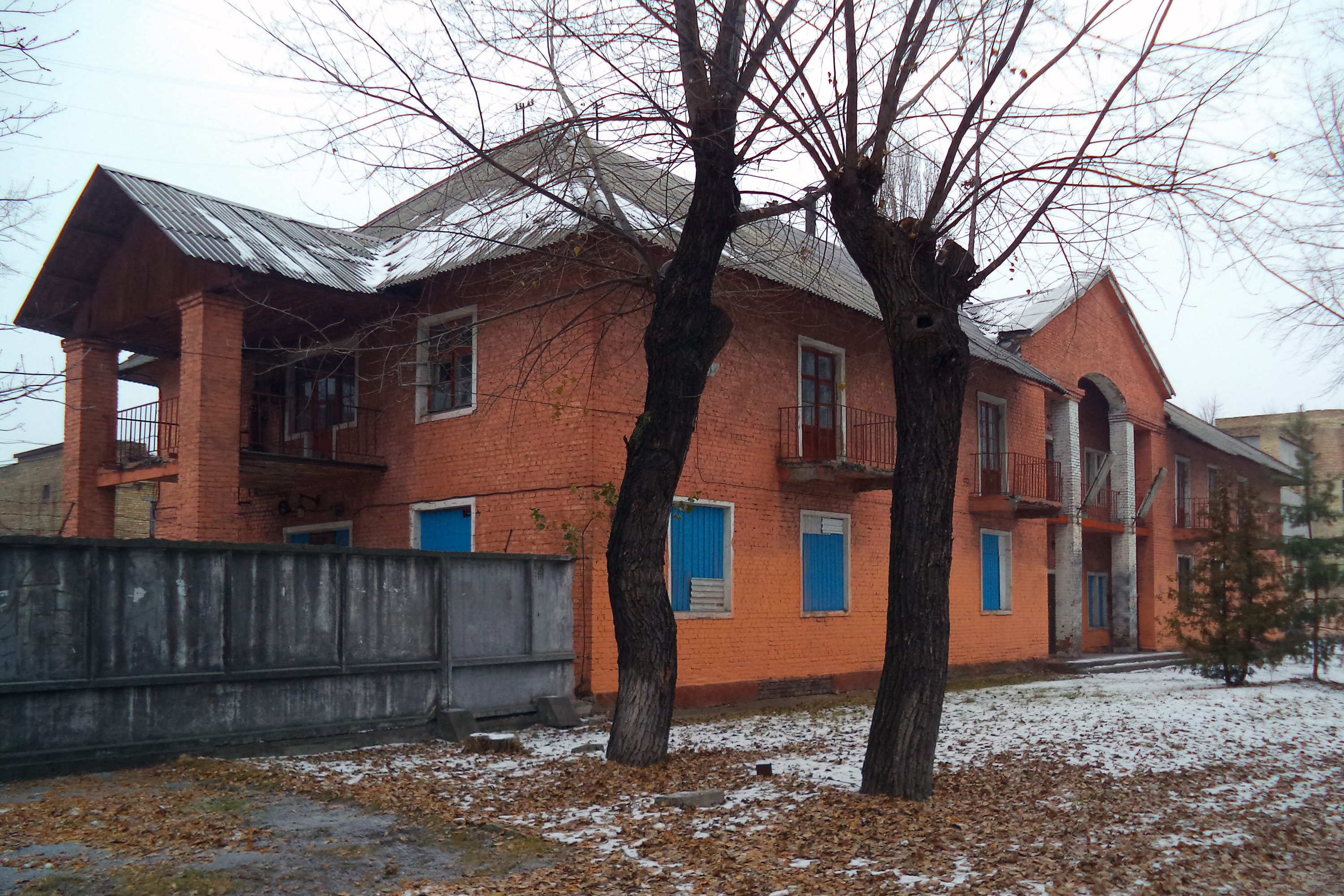
№ 63 – будинок серії 1-228-7
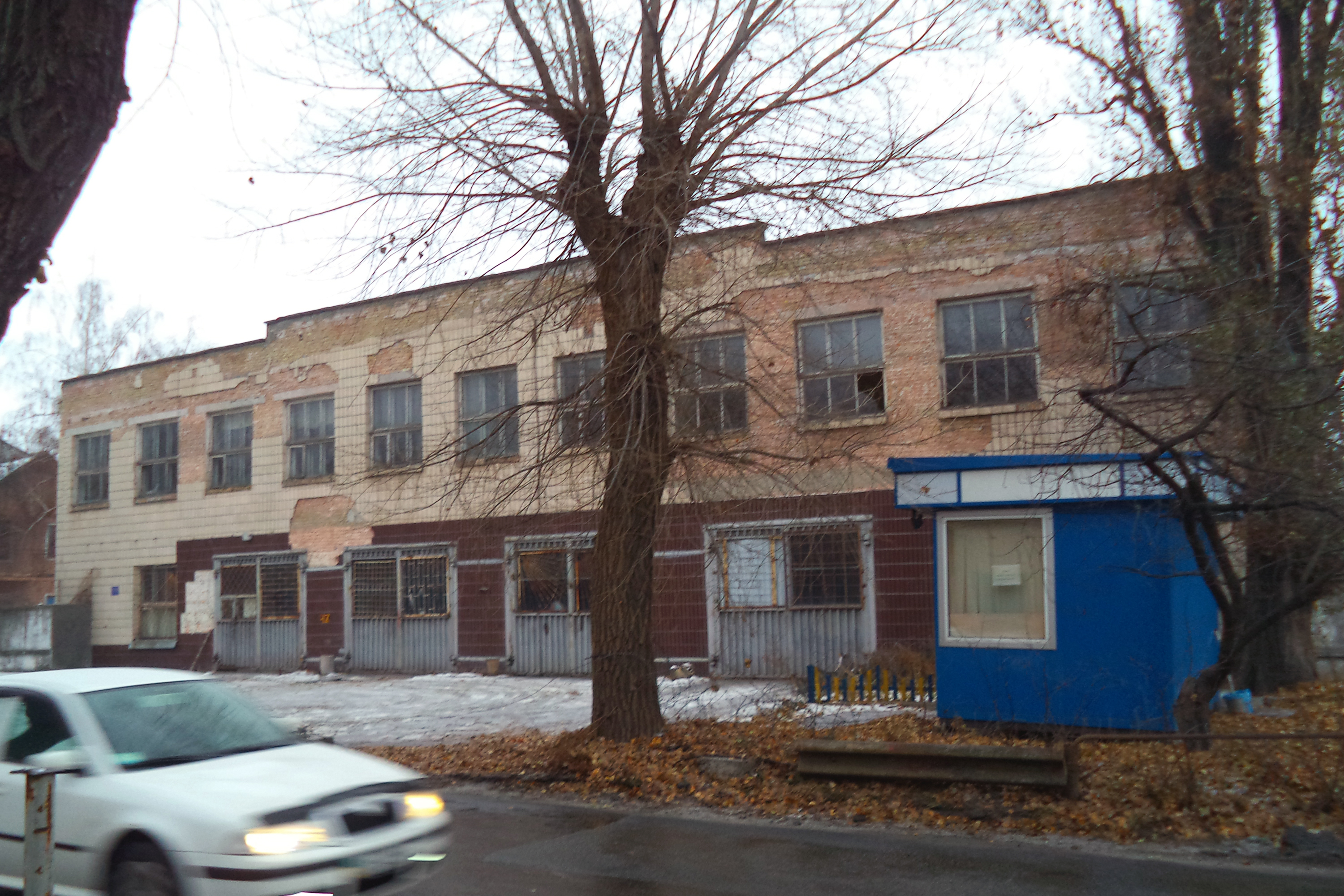
№ 48 – колишня пожежна частина заводу «Радикал»